# 李澈河
李澈河（1970年9月12日—）是韓國著名的導演。
生於首爾市麻浦區，从美国旧金山艺术大学毕业后李澈河曾担任过广告公司的PD和影片《触不到的恋人》的助理导演，在美国留学期间还由于偶然的机会同GOD（韩国国民组合）一起出演了白金唱片的音乐录音带。在拍摄CF、音乐录音带以及VISUAL LIST的过程中李澈河已经证明了自己的实力，最终2006年他通过《不需要爱情》正式成为电影导演，该片作为文瑾瑩进入大学后的首部作品从一开始就聚集了众人的目光，热爱音乐的李澈河还亲自为影片主题曲填词，并请来之...

## 主要作品列表
- 2006年 - 《不需要爱情》(사랑따윈 필요없어)
- 2008年 - 《葡萄酒的故事》(스토리 오브 와인)
- 2019年 - 《Okay! 夫人》(오케이! 마담)

## 外部連結
- 李澈河在互联网电影资料库（IMDb）上的資料（英文）
- 李澈河  （页面存档备份，存于） HanCinema
- 李澈河 official site